# LIPK
LIPK (англ. Lipase family member K) – білок, який кодується однойменним геном, розташованим у людей на 10-й хромосомі. Довжина поліпептидного ланцюга білка становить 399 амінокислот, а молекулярна маса — 45 563.
| 10         |  | 20         |  | 30         |  | 40         |  | 50         |
| ---------- |  | ---------- |  | ---------- |  | ---------- |  | ---------- |
| MWQLLAAACW |  | MLLLGSMYGY |  | DKKGNNANPE |  | ANMNISQIIS |  | YWGYPYEEYD |
| VTTKDGYILG |  | IYRIPHGRGC |  | PGRTAPKPAV |  | YLQHGLIASA |  | SNWICNLPNN |
| SLAFLLADSG |  | YDVWLGNSRG |  | NTWSRKHLKL |  | SPKSPEYWAF |  | SLDEMAKYDL |
| PATINFIIEK |  | TGQKRLYYVG |  | HSQGTTIAFI |  | AFSTNPELAK |  | KIKIFFALAP |
| VVTVKYTQSP |  | MKKLTTLSRR |  | VVKVLFGDKM |  | FHPHTLFDQF |  | IATKVCNRKL |
| FRRICSNFLF |  | TLSGFDPQNL |  | NMSRLDVYLS |  | HNPAGTSVQN |  | MLHWAQAVNS |
| GQLQAFDWGN |  | SDQNMMHFHQ |  | LTPPLYNITK |  | MEVPTAIWNG |  | GQDIVADPKD |
| VENLLPQIAN |  | LIYYKLIPHY |  | NHVDFYLGED |  | APQEIYQDLI |  | ILMEEYLQN  |

A: Аланін

C: Цистеїн

D: Аспарагінова кислота

E: Глутамінова кислота

F: Фенілаланін

G: Гліцин

H: Гістидин

I: Ізолейцин

K: Лізин

L: Лейцин

M: Метіонін

N: Аспарагін

P: Пролін

Q: Глутамін

R: Аргінін

S: Серин

T: Треонін

V: Валін

W: Триптофан

Кодований геном білок за функцією належить до гідролаз. 
Задіяний у таких біологічних процесах, як метаболізм ліпідів, деградація ліпідів. 
Секретований назовні.